# Берештій-Хацегулуй
Берештій-Хацегулуй (рум. Bărăștii Hațegului) — село у повіті Хунедоара в Румунії. Входить до складу комуни Синтемерія-Орля.
Село розташоване на відстані 278 км на північний захід від Бухареста, 34 км на південь від Деви, 143 км на південь від Клуж-Напоки, 134 км на схід від Тімішоари.

## Населення
За даними перепису населення 2002 року у селі проживали 380 осіб.
Національний склад населення села:
| Національність | Кількість осіб | Відсоток |
| -------------- | -------------- | -------- |
| румуни         | 346            | 91,1%    |
| цигани         | 33             | 8,7%     |

Рідною мовою назвали:
| Мова      | Кількість осіб | Відсоток |
| --------- | -------------- | -------- |
| румунська | 348            | 91,6%    |
| циганська | 31             | 8,2%     |